# 菊池正美
菊池 正美（きくち まさみ、1960年4月24日 - ）は、日本の男性声優。長野県茅野市塚原出身。ケンユウオフィス所属。

## 来歴
長野県岡谷南高等学校卒業後、長野から上京して日本電子工学院（現：日本工学院専門学校）演劇科に進学。
同工学院卒業後、アルバイトで自活しながら劇団俳小タレント育成教室を経て、劇団アートボックスを創設し、活動していた。
元々は俳優志望だったが、フリーでは生活が苦しいためにどうしようかと悩んでいた所、トルバドール音楽事務所のチラシを持っていた友達に会った。この時、菊池は歌手と声優をやっていたTARAKOの名前を発見し、「ああ、危ない事務所じゃないんだ（笑）」と思ったとも話している。補欠で合格し、研修で講師を務めていたアニメディレクターの紹介で、オーディションを受け、1983年『聖戦士ダンバイン』の戦士A役で声優デビュー。
1985年『忍者戦士飛影』のマイク・コイル、1986年『機動戦士ガンダムΖΖ』のイーノ・アッバーブやOVA『機甲界ガリアン 鉄の紋章』のジョルディ、1987年『機甲戦記ドラグナー』のケーン・ワカバで連続して主要な役柄を務めた以来、多くの分野で主役からサブキャラクターを演じるようになる。菊池自身も「元々は映画とかドラマ志望でしたが、アニメをやっていくうちに、声優の面白さもわかってきた」と語っている。
2010年3月までトルバドール音楽事務所に所属していた。その後、フリーで活動。2011年4月よりケンユウオフィス所属。

## 人物・エピソード
声種はテノール。
青年役、王子様系の役を演じる。主人公につき徒う少年役も得意としており、その気の弱さから女の子にふられてしまう役柄もある。ケンユウオフィスに所属してからは吹き替えへの出演も増えており、中年や壮年の役を演じる機会が増えているという。
『天地無用!』シリーズの柾木天地役とOVA『ああっ女神さまっ』の森里螢一役で美少女に取り囲まれる男の子役を演じ、一躍「ハーレム声優」の称号を得ていた。
長年演じている『ちびまる子ちゃん』の花輪くんは自分のなかで強烈な印象があったと語っており、当初はところどころ「キザ」な感じが出ればいいなと思って演じていたが、ディレクターからは「全部キザでやってくれ」と言われ、英語の言葉を織り交ぜたり、「オーノー」といった台詞を「オーマイゴッド」とオーバーに表現するなど、アドリブを頻繁に入れて、エスカレートさせていったという。オーディションでは元々菊池は丸尾くん役、飛田展男が花輪くん役で決まっていたが、原作者のさくらももこから「丸尾くんと花輪くんは逆の方が良いのでは」と言われ花輪くん役に決まったという。
サレ役を担当した『テイルズ オブ リバース』のPSP版特典DVDのキャストコメントにて、サイン会のときに誤ってサラと書いたことがあり、そのサインを渡したファンに対し詫びた。また、サレのようなサディストの役は普段はあまり演じないため、声優としての引き出しが増えたと語っており、本人も満足している。
『機動戦士ガンダムΖΖ』にて大人しい役柄のイーノ・アッバーブを演じたあと、後番組の『機甲戦記ドラグナー』の主人公ケーン・ワカバを演じることになった際、元気のいい彼のキャラクターを掴めず真面目になりすぎて、ディレクターにいろいろ注意を受けたという。そういった経緯もあり、彼への思い入れは強く、「今後も新しいもの（ゲーム作品）が出来たらまた演じたい」と語ったこともある。
趣味は蕎麦打ち、風景写真撮影。特技は作詞・作曲、ギターの弾き語り。

## 出演
太字はメインキャラクター。

### テレビアニメ
1983年
- うる星やつら
- 聖戦士ダンバイン（戦士A、男A、整備兵、自衛官 他）
- 魔法の天使クリィミーマミ

1984年
- 重戦機エルガイム（部下、盗賊、乗組員、反乱兵 他）
- 星銃士ビスマルク（デスキュラ兵 他）
- チックンタックン
- ふしぎなコアラブリンキー（カンガルー人、カモノハシ人）

1985年
- 機動戦士Ζガンダム（1985年 - 1986年、キースロン、トリッパー、ボティ、ダンケル・クーパー、アドル・ゼノ、ハミル 他）
- ダーティペア（係員、通信員B、ボーイ、技術者B、警備員 他）
- 忍者戦士飛影（マイク・コイル）

1986年
- 機動戦士ガンダムΖΖ（1986年 - 1987年、イーノ・アッバーブ、キースロン、ワイム）
- 青春アニメ全集（文次、健次）
- 六三四の剣 青春編（魚戸オサム）
- めぞん一刻

1987年
- アニメ三銃士
- ミッドナイトアニメ・レモンエンジェル
- 機甲戦記ドラグナー（1987年 - 1988年、ケーン・ワカバ）
- きまぐれオレンジ☆ロード（1987年 - 1988年、男子生徒、火野勇作）
- 聖闘士星矢（スピカ）

1988年
- エスパー魔美（中村）
- F-エフ（メカニック 他）
- グリム名作劇場（ヨリンゲル、王子）
- 新グリム名作劇場（1988年 - 1989年、三男、四男）
- ビックリマン（無境聖武）
- 魔神英雄伝ワタル（若夫婦・夫）

1989年
- アイドル伝説えり子（小中比呂）
- ジャングル大帝1989年版（サル、新入りのマンドリル）
- 獣神ライガー（岩田）
- チンプイ（1989年 - 1991年、ルルロフ殿下、ナレーション）

1990年
- キャッ党忍伝てやんでえ（1990年 - 1991年、水のウォッカア、アカシア3万号、カメハメ8号）
- ちびまる子ちゃん（1990年 - 、花輪くん、松岡三郎〈みまつやのオヤジ〉、三沢、渡辺、根岸 他） - 2シリーズ
- つる姫じゃ〜っ!（又五郎）
- PEACH COMMAND 新桃太郎伝説（魔鬼）
- 魔神英雄伝ワタル2（タスマン）
- 魔法使いサリー（1989年版）（長ぐつネコ）
- 勇者エクスカイザー（1990年 - 1991年、ブルーレイカー）
- らんま1/2 熱闘編（まねっこケンちゃん）

1991年
- 機甲警察メタルジャック（ジョージ、ハリーヒルトン）
- きんぎょ注意報!（マイケル）
- ジャンケンマン（ジャンケンカー）
- 絶対無敵ライジンオー（サーファー）
- 太陽の勇者ファイバード（ハック、アルバート）
- 燃えろ!トップストライカー（カルロ）

1992年
- あしたへフリーキック（マルコ・デ・ニーニ）
- 風の中の少女 金髪のジェニー（ビル）
- カリメロ（第2作）（ジェリー）
- 元気爆発ガンバルガー（1992年 - 1993年、ラケットン、ウェザラー）
- 伝説の勇者ダ・ガーン（技師）
- フランダースの犬 ぼくのパトラッシュ（ステファン）
- 炎の闘球児 ドッジ弾平（宇佐美）
- 横山光輝 三国志（諸葛瑾〈少年時代〉）

1993年
- 蒼き伝説シュート!（平松和広）
- 南国少年パプワくん（1992年 - 1993年、トンコツ丸、武者のコージ、ナカイくん）
- 熱血最強ゴウザウラー（ラジオアナウンサー、男子生徒）
- バトルファイターズ 餓狼伝説2（トニー）
- ムカムカパラダイス（地山田橋之助）
- 勇者特急マイトガイン（1993年 - 1994年、浜田満彦、コジロー、バードボンバー、ジェットダイバー、ナレーション 他）

1994年
- 機動武闘伝Gガンダム（ハンス・ホルガー）
- キャプテン翼J（葵新伍）
- とんでぶーりん（武者小路夢麿）
- 魔法騎士レイアース（獅堂翔）

1995年
- 黄金勇者ゴルドラン（リュウマ）
- 行け!稲中卓球部（田原年彦）
- 恐竜冒険記ジュラトリッパー（カシラ）
- それいけ!アンパンマン（1995年 - 1996年、ホウタイマン〈2代目〉、アスパラくん）
- 天地無用!（1995年 - 2014年、柾木天地） - 4シリーズ

1996年
- 快傑ゾロ（市民）
- シンデレラ物語（シャルル、青年）
- 美少女戦士セーラームーンSuperS（西野）
- 魔法少女プリティサミー（柾木天地）
- るろうに剣心 -明治剣客浪漫譚-（東山龍三郎）

1997年
- 吸血姫美夕（神魔・嘴貪）
- 金田一少年の事件簿（1997年 - 1999年、水崎丈次、千家貴司）

1998年
- ああっ女神さまっ 小っちゃいって事は便利だねっ（森里螢一）
- セクシーコマンドー外伝 すごいよ!!マサルさん（綾茂高キャプテン）
- センチメンタルジャーニー（ポストマン）
- 超魔神英雄伝ワタル（バグロー、タマ / 氷牙の白虎）
- D4プリンセス（じい）
- ひみつのアッコちゃん（ビル）

1999年
- イソップワールド（カッパン）
- GTO（嘉手納高志）
- 週刊ストーリーランド「天使の輪がみえる」（ジミー）
- デジモンアドベンチャー（城戸丈、城戸シン、泉政実、地岡、ガジモン、ゲコモン、ハンギョモン、ジュレイモン）
- HUNTER×HUNTER（第1作）（ウイング）
- Bビーダマン爆外伝V（ミラーボン）
- ポケットモンスター（サイゾウ）
- 名探偵コナン（1999年 - 2022年、海部肇、糸川透、木島実、田桐義亜、手向京助）

2000年
- デジモンアドベンチャー02（城戸丈、城戸シュウ、地岡、モジャモン、シェルモン、ビッグマメモン、ギロモン、デーモン、泉政実）

2001年
- グラップラー刃牙（範馬刃牙、高官）
- RAVE（ジークハルト・シーザー）
- こみっくパーティー（2001年 - 2005年、千堂和樹） - 2シリーズ
- デジモンテイマーズ（ドルフィン、ロブ・マッコイ、グラニ）
- テニスの王子様（若人弘）
- パラッパラッパー（2001年 - 2002年、PJ）

2002年
- 真・女神転生Dチルドレン ライト&ダーク（ドレイル）
- デジモンフロンティア（ネーモン、ナレーション）
- 爆闘宣言ダイガンダー（ハワード）

2003年
- アストロボーイ・鉄腕アトム（フレンド）
- コロッケ!（ネギマ）
- 金色のガッシュベル!!（キャンチョメ、ラウシン・モー〈2代目〉、アドラー）
- デ・ジ・キャラットにょ（庵衣大福）
- .hack//黄昏の腕輪伝説（コミヤン三世）
- まぶらほ（滝）

2004年
- 魁!!クロマティ高校（平井健）
- スウィート・ヴァレリアン（じいちゃん、屋台のあんちゃん、あやしい店員、社員B、橋本さん、田代）

2005年
- ああっ女神さまっ（2005年 - 2006年、森里螢一） - 2シリーズ
- ブラック・ジャック（伊東）

2006年
- エア・ギア（オニギリ）
- ツバサ・クロニクル 第2シリーズ（キーファ）
- デジモンセイバーズ（倉田明宏、ベルフェモンレイジモード）
- 妖怪人間ベム（ブンタ）
- 吉永さん家のガーゴイル（東宮天祢）

2007年
- TOKYO TRIBE2（裸武、アボジ）
- はたらキッズ マイハム組（2007年 - 2008年、元締め）
- ハヤテのごとく!!（ヒナギクの父）

2008年
- ヴァンパイア騎士（ハンター協会長） - 2シリーズ
- きらりん☆レボリューション STAGE3（クリクリチャン・アッセン）
- ゲゲゲの鬼太郎（第5作）（かまいたち、ヒキガエル）
- ONE PIECE（2008年 - 、ドラン、ケリー・ファンク、カブ、パウンド、アングレ、ドンキホーテ・ミョスガルド聖〈2代目〉、マウスマン）

2009年
- 空中ブランコ（倉本）
- ねぎぼうずのあさたろう（大木桃之介）
- フレッシュプリキュア!（アニマル吉田）
- マリー&ガリー（2009年 - 2011年、フレミング、フロボ） - 2シリーズ

2010年
- おまもりひまり（酒呑童子）
- デジモンクロスウォーズ（2010年 - 2012年、ダメモン / ツワーモン、モニタモン長老、アカリの父、城戸丈、グラニ） - 3シリーズ
- FAIRY TAIL（ラビアン）

2011年
- C（竹田崎重臣）
- トリコ（部長）

2012年
- つり球（運転手）
- HUNTER×HUNTER（第2作）（ゼパイル）
- メタルファイト ベイブレード ZEROG（木倉ゲン）

2013年
- クレヨンしんちゃん （2013年 - 2023年、貝田宅造、見下志てるお、多和万太郎）

2014年
- さばげぶっ!（クネオ）
- 団地ともお（河川敷の男）
- めいたんていラスカル（フワフワ、魔法使いモアモア、クジラ王、リオのおじいちゃん）

2015年
- ONE PIECE エピソードオブサボ 〜3兄弟の絆 奇跡の再会と受け継がれる意志〜（ケリー・ファンク、カブ）

2016年
- デュエル・マスターズ VSRF（たーくん）
- ドラゴンボール超（2016年 - 2018年、モナカ、ベルモッド、ザ・プリーチョ、Dr.ロタ）

2017年
- 正解するカド（笹内直己）

2018年
- ONE PIECE エピソードオブ空島（王）

2020年
- アサティール 未来の昔ばなし（フネーシュ）
- 継つぐもも（カネ爺）
- デジモンアドベンチャー:（2020年 - 2021年、ネーモン）

2021年
- ミュークルドリーミー みっくす!（すあま祖父）

2022年
- ニンジャラ（ショーン）
- デジモンゴーストゲーム（2022年 - 2023年、リュウダモン、ギンリュウモン）
- もっと!まじめにふまじめ かいけつゾロリ（マディ）

2023年
- おしりたんてい（ハトむら）

2024年
- 逃走中 グレートミッション（ファントムクロウ）

### 劇場アニメ
1986年
- スーパーマリオブラザーズ ピーチ姫救出大作戦!（ハル王子）

1988年
- 銀河英雄伝説 わが征くは星の大海（ルイ・フェルム）

1989年
- ヴイナス戦記（ロブ）

1990年
- ちびまる子ちゃん（花輪くん）
- チンプイ エリさま活動大写真（ルルロフ殿下）

1992年
- 機動戦士ガンダム0083 ジオンの残光（ピーター・スコット）
- ちびまる子ちゃん わたしの好きな歌（花輪）

1994年
- 劇場版 美少女戦士セーラームーンS（宇宙翔）
- Jリーグを100倍楽しく見る方法!!（北澤豪）

1996年
- 金田一少年の事件簿 オペラ座館・新たなる殺人（江口六郎）
- 天地無用! in LOVE（柾木天地）
- ドラえもん のび太と銀河超特急（王子）

1997年
- 天地無用! 真夏のイヴ（柾木天地）

1999年
- 天地無用! in LOVE2（柾木天地）

2000年
- ああっ女神さまっ（森里螢一）
- デジモンアドベンチャー ぼくらのウォーゲーム!（城戸丈、キヌ）
- デジモンアドベンチャー02 デジモンハリケーン上陸!!/超絶進化!!黄金のデジメンタル（城戸丈）

2001年
- デジモンアドベンチャー02 ディアボロモンの逆襲（城戸丈）

2002年
- デジモンフロンティア 古代デジモン復活!!（ネーモン）

2004年
- 金色のガッシュベル!! 101番目の魔物（キャンチョメ）

2005年
- 劇場版 テニスの王子様 跡部からの贈り物 〜君に捧げるテニプリ祭り〜（若人弘）
- 金色のガッシュベル!! メカバルカンの来襲（キャンチョメ）

2006年
- 映画 ふたりはプリキュア Splash Star チクタク危機一髪!（アワーズ）
- 機動戦士ΖガンダムIII A New Translation -星の鼓動は愛-（ダンケル・クーパー、バッチ）
- まじめにふまじめ かいけつゾロリ なぞのお宝大さくせん（マディ）

2009年
- きかんしゃ やえもん（ノソ）

2013年
- 映画 プリキュアオールスターズNewStage2 こころのともだち（妖精学校の先生）
- 劇場版 トリコ 美食神の超食宝（部長）

2014年
- 映画 プリキュアオールスターズNewStage3 永遠のともだち（合体悪魔獣、妖精学校の先生）

2015年
- ちびまる子ちゃん イタリアから来た少年（花輪くん）

2018年
- 劇場版 マジンガーZ / INFINITY（ヌケ）
- ドラゴンボール超 ブロリー（キコノ）

### OVA
1985年
- うる星やつら 了子の9月のお茶会
- ラブ・ポジション ハレー伝説（隊員）

1986年
- 機甲界ガリアン 鉄の紋章（ジョルディ）
- コスモス・ピンクショック（副団長）
- ザ・超女（小柄な男）

1987年
- くりいむレモンシリーズ（早島広夢、タクミ、こうじ、真彦、男子生徒）
- 重戦機エルガイム（アロン・ジェルバ）
- ダーティペア（店員、マッシュ）
- 超獣機神ダンクーガ GOD BLESS DANCOUGA（早瀬優、式部雅人〈子供時代〉）

1988年
- New Story of Aura Battler DUNBINE

1989年
- きまぐれオレンジ☆ロード白い恋人たち（火野勇作）
- 銀河英雄伝説（コンラート・フォン・モーデル）
- 新キャプテン翼（ヘルナンデス、パスカル）

1990年
- あさってDANCE（寺山末吉）
- A-Ko The VS GRAY SIDE（マルテン）
- A-Ko The VS BLUE SIDE（マルテン）
- イケナイBOY（上川誠一）
- SDガンダム外伝III アルガス騎士団（騎士アレックス）
- SDガンダム外伝IV 光の騎士（騎士アレックス）
- ころがし涼太
- 風魔の小次郎（堕毘穪）
- 八神くんの家庭の事情（男子生徒）
- YJ版レモンエンジェル（ベース）

1991年
- あさってDANCE2（寺山末吉）
- おたくのビデオ（三善）
- カプリコン（タク）
- 機動戦士ガンダム0083 STARDUST MEMORY（ピーター・スコット）
- 硬派銀次郎（勝）
- 3×3 EYES（猿渡〈サル〉）
- 柔道部物語（森田）
- JINGI 仁義（米助）
- DETONATORオーガン

1992年
- 究極のSEXアドベンチャー カーマスートラ（インディやっこ）
- 間の楔（ノリス）
- 源氏（平清盛〈弟〉）
- ダウンロード 南無阿弥陀仏は愛の詩
- 天地無用! 魎皇鬼（柾木天地）
- ぷりんせすARMY ウェディング★COMBAT（岩山源三郎）
- 放課後のティンカー・ベル（雪野ヒロオ）
- マグマ大使（村上マモル）

1993年
- ああっ女神さまっ（森里螢一）
- アイドル防衛隊ハミングバード（安田）
- BASTARD!! -暗黒の破壊神-（ラーズ）
- BADBOYS（ジェームス直）

1994年
- おたくの星座（ジョンジョン）
- 宇宙の騎士テッカマンブレードII
- キャプテン翼 最強の敵!オランダユース（松山光、B・クライフォート）
- 今日から俺は!!（1994年 - 1996年、良）
- なつきクライシス（本堂尚弥）

1995年
- 魔法少女プリティサミー（河合天地）

1996年
- 小鉄の大冒険（御門竜也）
- 世紀末★ダーリン（板橋猛）
- ソニック・ザ・ヘッジホッグ（ソニック）
- 同級生2（近藤誠）
- BRONZE ZETSUAI since 1989（南條秋人）

1997年
- 超獣伝説ゲシュタルト（メサイア）

1999年
- ハイスクール・オーラバスター（水沢諒）

2001年
- グッドモーニング・コール（浅井健嗣）

2008年
- やなせたかしメルヘン劇場 かばこさん（ちゅーせんせい）

2009年
- アドリブ王子（ギンブチ）

2011年
- ああっ女神さまっ いつも二人で（森里螢一）

2015年
- ろぼっとアトム（レジー）

2019年
- 銀河英雄伝説 Die Neue These 星乱（ボリス・コーネフ）

### ゲーム
1994年
- 天地無用!（柾木天地）

1995年
- ちびまる子ちゃん（1995年 - 2009年、花輪くん、なべちゃん、みまつやのおじさん） - 5作品

1997年
- イワトビペンギンROCKY×HOPPER
- スーパーロボット大戦シリーズ（1997年 - 2019年、イーノ・アッバーブ、ダンゲル・クーパー、マイク・コイル、ケーン・ワカバ、騎士アレックス、浜田光彦、一般兵、メガノイド兵） - 21作品

1998年
- DEBUT21
- ドカポン!怒りの鉄剣（ヴァルツ）
- リアルロボッツファイナルアタック（ケーン・ワカバ）

2002年
- RAVEシリーズ（ジークハルト） - 4作品
- SDガンダム GGENERATION（2002年 - 2025年、ダンケル・クーパー、イーノ・アッパーブ、カル・クロサワ） - 9作品
- アドリブ王子…と不愉快な仲間達!?（ギンブチ）

2003年
- 機動戦士ガンダム めぐりあい宇宙（ピーター・スコット）
- SUNRISE WORLD WAR Fromサンライズ英雄譚（ケーン、浜田）

2004年
- 金色のガッシュベル!! 友情タッグバトル（2004年 - 2005年、キャンチョメ） - 3作品
- デジモンバトルクロニクル（ネーモン）
- 金色のガッシュベル!! 激闘!最強の魔物達（キャンチョメ）
- テイルズ オブ リバース（サレ）
- 金色のガッシュベル!! うなれ!友情の電撃シリーズ（2004年 - 2005年、キャンチョメ） - 2作品

2005年
- Another Century's Episode（ケーン・ワカバ）
- ガンダムバトルタクティクス（ショウ・テヅカ）
- 金色のガッシュベル!! ゴー!ゴー!魔物ファイト!!（キャンチョメ）
- 新世紀勇者大戦

2006年
- Another Century's Episode 2（ケーン・ワカバ）
- キャプテン翼（ヘルナンデス、パスカル） - PS2版

2007年
- Another Century's Episode 3 THE FINAL（ケーン・ワカバ）
- ガンダム バトルクロニクル（ショウ・テヅカ）
- ガンダム無双（ダンケル・クーパー、一般兵・エース 1）

2008年
- ガンダム無双2（ダンケル・クーパー）
- 機動戦士ガンダム ギレンの野望 アクシズの脅威（イーノ・アッバーブ、ダンケル・クーパー、アドル・ゼノ）

2010年
- Another Century's Episode:R（ダンケル・クーパー）
- ガンダム無双3（ダンケル・クーパー）
- .hack//Link（コミヤン3世）

2011年
- INSTANT BRAIN（出洲間カンサイ）
- テイルズ オブ ザ ワールド レディアント マイソロジー3（サレ）

2012年
- ブレイブリーデフォルト フライングフェアリー

2013年
- デジモンアドベンチャー（城戸丈）
- ブレイブリーデフォルト フォーザ・シークウェル

2014年
- 機動戦士ガンダム エクストリームバーサス フルブースト（2014年 - 2016年、イーノ・アッバーブ） - 3作品
- ドラゴンボールヒーローズ（2014年 - 2019年、クリーザ、ベルモッド） - 5作品

2015年
- ザクセスヘブン（愛河翠）
- ブレイブリーセカンド

2016年
- ドラゴンボール ゼノバース2（モナカ）
- ドラゴンボールフュージョンズ（モナカ）

2017年
- キャプテン翼 〜たたかえドリームチーム〜（パスカル）
- 金色のガッシュベル!! Golden Memories（キャンチョメ）

2021年
- テイルズ オブ ザ レイズ（サレ）
- 共闘ことばRPG コトダマン（2021年 - 2023年、キャンチョメ、城戸丈）

2023年
- 機動戦士ガンダム アーセナルベース（2023年 - 2024年、ダンケル・クーパー、ハンス・ホルガー）
- 機動戦士ガンダム U.C. ENGAGE（2023年 - 2024年、イーノ・アッバーブ、ダンケル・クーパー、ジャブロー士官、カラバ潜入工作員）

2024年
- 金色のガッシュベル!! 永遠の絆の仲間たち（キャンチョメ）
- ドラゴンボール Sparking! ZERO（ベルモッド）
- パズドラ（城戸丈）

2025年
- アクウギャレット EXA LABEL（東条圭一郎）

### 吹き替え

#### 映画
- 愛がこわれるとき ※テレビ朝日版
- ウエスト・サイド物語（A-ラブ）※テレビ東京版
- 銀河伝説クルール
- 地獄のシンジケート/CIA・薔薇の戦慄（クリス〈デヴィッド・モース〉）※テレビ東京版
- スイッチング・チャンネル
- スマーフ2 アイドル救出大作戦!（パーティープランナースマーフ）
- 第5惑星
- ノーマンズ・ランド ※テレビ朝日版
- 復活（ネフリュードフ）
- ブロードキャスト・ニュース
- ミクロキッズ（リトル・ラス）※フジテレビ版
- ミシシッピー・バーニング ※テレビ朝日版
- メイフィールドの怪人たち ※テレビ朝日版
- 名犬ラッシー/ラッシーの大冒険（スプラー巡査）※ビデオ版
- 燃えよデブゴン7 鉄の復讐拳（チャ〈ユン・ピョウ〉）
- ルール（ポール〈ジャレッド・レト〉）

#### ドラマ
- NCIS 〜ネイビー犯罪捜査班（アルジャヒリ）
- GIRLS/ガールズ（イライジャ〈アンドリュー・ラネルズ〉）
- ザ・ハイツ 青春のラプソディー（ディーズィー〈ケン・ガリート〉）
- 千日の約束（チャン・ジェミン〈イ・サンウ〉）
- 太陽を抱く月
- DOC2 あすへのカルテ（エドアルド・ヴァレンティ〈ガエターノ・ブルーノ〉）
- ビバリーヒルズ高校白書 シーズン3 #12（リック〈ディーン・ケイン〉）
- フルハウス（エンリコ）

#### アニメ
- ヴェジテールズ（トマト・ボブ）
- 王女とゴブリン（カーディ）
- おっはよー!アンクルグランパ（フランソワ、イースターバニー）
- がんばれ!スヌーピー（シュローダー）
- コビーの冒険（ジョルディ）
- ダグ（スキーター・バレンタイン）
- ターザン（ゴブ）
- バービー&チェルシー：消えたバースデー（ポーター）
- ビクター&バレンティノ（ベイカー）
- 不思議の森の妖精たち（ピップス）

### 特撮
- 動物戦隊ジュウオウジャー（2016年、ドロボーズの声）

### ラジオ
- NG騎士ラムネ&40 EX2 ユラユラ銀河帝国 大混戦（シロップ皇帝）

### ドラマCD
- ICS犀生国際大学A棟302号（堤由規彦）
- ガンドライバー（ディック）
- 黒いチューリップ（小沢圭介）
- 聖ライセンス（ヘンリー＝アン＝フォン＝ルーベント）
- おジャ魔女どれみ シリーズ（エンカ）
  - 『おジャ魔女ドッカ〜ン! CDくらぶ その3 歌とおはなし! おジャ魔女ミュージカルコレクションドッカ〜ン! 「おジャ魔女危機一髪!音楽界を救え!」』
- デジモンアドベンチャー シリーズ（城戸丈）
  - 『デジモンアドベンチャー キャラクターソング ミニドラマ (1)』
  - 『デジモンアドベンチャー キャラクターソング ミニドラマ (2)』
  - 『デジモンアドベンチャー キャラクターソング ミニドラマ (3)』
  - 『デジモンアドベンチャー オリジナルストーリー 2年半の休暇』
- デジモンアドベンチャー02 ベストパートナー (4) 城戸丈&ゴマモン
- ときめきメモリアル（芹澤勝馬）
- 虹の世紀シェラトーン（山下裕二）
- ハイスクール・オーラバスター（水沢諒）
- 魔法陣グルグル 〜大迷惑! 熱血妖精の恩返し〜（熱血妖精）
- 螺旋のかけら（加賀雅之）

### BLCD
- 永遠の緑〜のちのおもひに〜 飛沢杏の世界（柴崎準也）
- お願い！ダーリン（今田浩志郎）
- 君のためなら死ねる（菊池雅美）
- 恋するジュエリーデザイナー シリーズ（森悠太郎）
  - 彼とダイヤモンド 恋するジュエリーデザイナー2
- 彼氏シリーズ 彼氏いりませんか？（佐伯)
  - 彼氏のひみつ
- 幸運男子 -ラッキーくん-（ターくん）
- 皇林学園シリーズ1 いけない生徒会室（風間秀一郎）
- 子供たちは夜の住人（柴）
- Cから始まる恋もいい（竹之進）
- 少年フェロモン（大迫）
- 職業、王子（国王/司会者）
- 世紀末★ダーリン（板橋猛）
  - 新・世紀末ダーリン
- 同棲愛（杉浦椿）
- MIND SCREEN-HEAVEN-（高瀬俊一）
- LOVE MODE6（坂下和泉）

### コミックCD
- まもって守護月天!（宮内出雲・初代）

### CM
- 機甲戦記ドラグナーDVDBOX（ケーン・ワカバ）
- 新・ユーキャンの通信講座 OL③篇（客） - 顔出し出演
- ジェラトーニワゴンラジオCM

### テレビ番組
- 冗談画報2（1990年8月6日）※TARAKOと共に出演。番組側が用意した花輪くん風の半ズボンの衣装で登場[6]。
- ダウトをさがせ!（ナレーション、『ちびまる子ちゃん』の花輪くん風のナレーションを行った。司会の徳光和夫は「ナレーションは花輪くんです」と紹介していた）
- 王様のブランチ
- お願い!ランキングGOLD 2時間スペシャル（2012年1月21日放送）※中友子、田野めぐみと共に出演。
- トリビアの泉 〜素晴らしきムダ知識〜（2004年1月28日放送、『ちびまる子ちゃん』の花輪くんの声で土方歳三の手紙の朗読）
- COUNT DOWN TV→CDTVサタデー→CDTVライブ!ライブ!（菊池君、1993年4月 - ）
- 24時間テレビ 障害者ドキュメンタリー
- 日立製作所 GA-Z そうじゃないテレビ・誕生篇
- 武井壮 世界196ヵ国で家を買う（2018年10月12日）